# Kandelila (wosk)

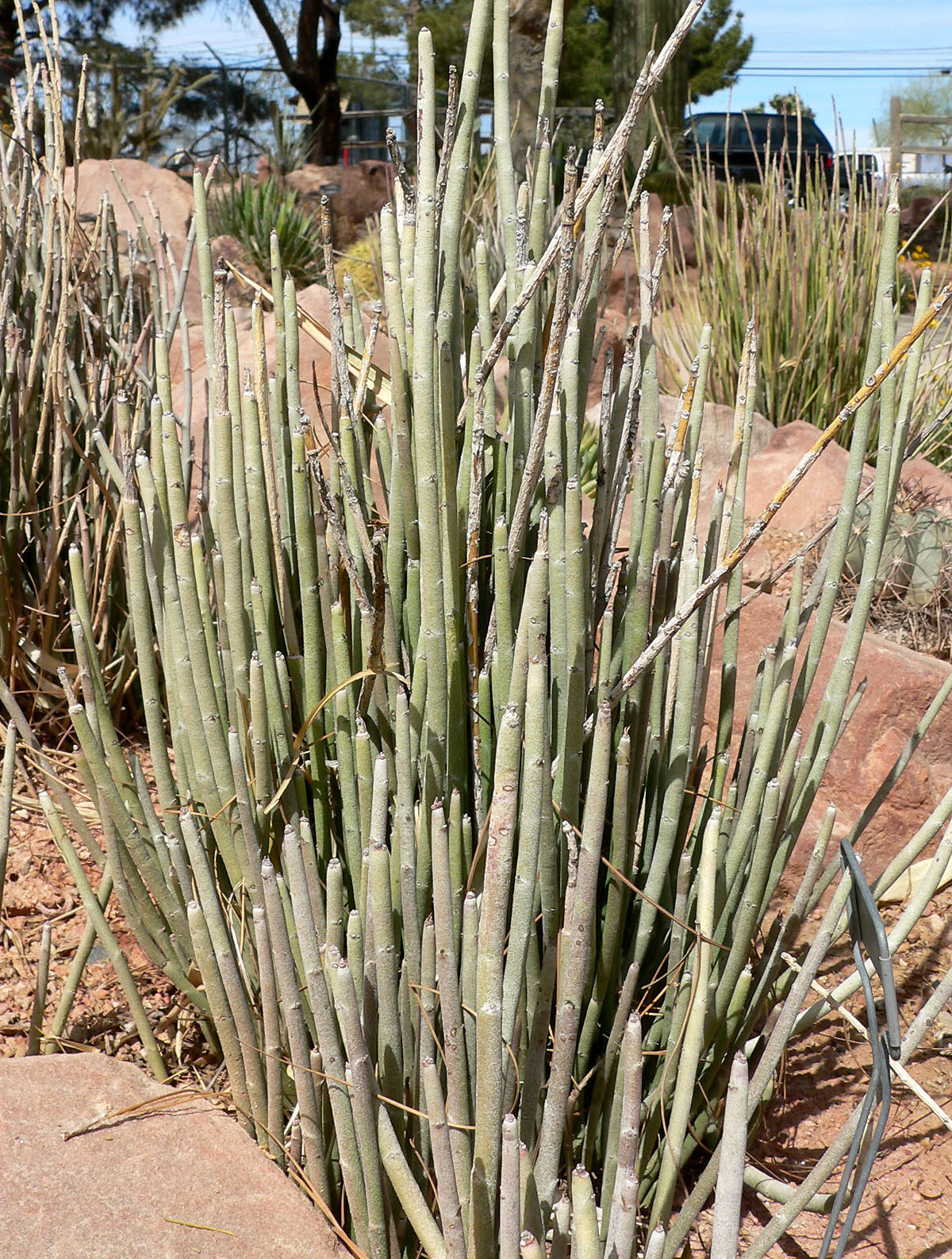
Krzew Euphorbia antisyphilitica

Kandelila (ang. candellila wax) – oczyszczony wosk uzyskiwany z młodych liści wilczomleczu z gatunku Euphorbia antisyphilitica (nazwa zwyczajowa candellila), występującego na pustynnych terenach południowej części Stanów Zjednoczonych i w północnych stanach Meksyku. 

## Charakterystyka
Twardy, kruchy wosk o charakterystycznym zapachu. Występuje w kolorach od jasnożółtego do jasnobrązowego. 

## Zastosowanie
- do past do polerowania butów, drewna, skóry, samochodów i podłóg,
- w kosmetykach,
- w produkcji żywności.